# Morley St Peter
Morley St Peter var en civil parish fram till 1935 när den uppgick i civil parish Morley, i grevskapet Norfolk i England. Civil parish var belägen 5 km från Wymondham och hade 168 invånare år 1931.